# Цветок

Многообразие цветков

Цвето́к (множ. цветки́, лат. flos, -oris, др.-греч. ἄνθος, -ου) — система органов семенного размножения цветковых (покрытосеменных) растений.
Цветок представляет собой видоизменённый, укороченный и ограниченный в росте спороносный побег, приспособленный для образования спор и гамет, а также для проведения полового процесса, завершающегося образованием плода с семенами. Исключительная роль цветка как особой морфологической структуры связана с тем, что в нём полностью совмещены все процессы бесполого и полового размножения. От шишки голосеменных растений цветок отличается тем, что у него в результате опыления пыльца попадает на рыльце пестика, а не на семязачаток непосредственно, а при последующем половом процессе семязачатки у цветковых развиваются в семена внутри завязи.
Цветок, будучи уникальным образованием по своей природе и функциям, поразительно разнообразен по деталям строения, окраске и размерам. Самые мелкие цветки растений семейства Рясковые имеют в диаметре всего около 1 мм, в то же время как самый крупный цветок у раффлезии Арнольда (Rafflesia arnoldii) семейства Раффлезиевые, обитающей в тропических лесах на острове Суматра, достигает в диаметре 91 см и имеет массу около 11 кг.
Цветки бывают одиночными, но чаще группируются в соцветия.

## Гипотезы происхождения цветка
Из попыток понять происхождение наиболее типичного для покрытосеменных растений обоеполого цветка с так или иначе устроенным околоцветником родились основные гипотезы происхождения покрытосеменных как таксона.

### Фолиарная теория
Теория, исходящая из гипотезы Иоганна Вольфганга Гёте, в соответствии с которой цветок есть укороченный побег, а его элементы, кроме цветоложа, имеют листовое происхождение.

### Псевдантовая теория
Время: начало XX века.
Основатели: А. Энглер, Р. Веттштейн.
Теория основана на представлении о происхождении цветковых от эфедроподобных и гнетоподобных голосеменных предков. Была разработана оригинальная концепция происхождения цветка — идея о независимом возникновении частей цветка как органов «sui generis». Предполагалось, что первичными у покрытосеменных были раздельнополые опыляемые ветром цветки с небольшим и строго фиксированным числом частей, а дальнейшая их эволюция шла по линии от простого к сложному.

### Стробилярная, или эвантовая теория
Время: конец XVIII века — начало XX века.
Основатели: И. В. Гёте, О. П. Декандоль (типологические построения), Н. Арбер и Дж. Паркин.
Согласно этой теории, наиболее близки к искомым предкам покрытосеменных мезозойские беннеттиты, а исходный тип цветка представляется сходным с тем, что наблюдается у многих современных многоплодниковых: обоеполый энтомофильный цветок с удлинённой осью, большим и неопределённым числом свободных частей. Дальнейшая эволюция цветка в пределах покрытосеменных имела редукционный характер.

### Теломная теория
Время: с 30-х годов XX столетия.
Основатель: В. Циммерман.
Согласно этой теории, все органы высших растений происходят и независимо развиваются из теломов; высшие растения с настоящими корнями и побегами происходят от риниофитов, тело которых было представлено системой дихотомически ветвящихся простых цилиндрических осевых органов — теломов и мезомов. В ходе эволюции в результате перевершинивания, уплощения, срастания и редукции теломов возникли все органы покрытосеменных растений. Листья семенных растений возникли из уплощённых и сросшихся между собой систем теломов; стебли — благодаря боковому срастанию теломов; корни — из систем подземных теломов. Основные части цветка — тычинки и пестики — возникли из спороносных теломов и эволюционировали независимо от вегетативных листьев.

## Строение цветка

Основные части распустившегося цветка

Цветок состоит из стеблевой части (цветоножка и цветоложе), листовой части (чашелистики, лепестки) и генеративной части (тычинки, пестик или пестики). Цветок занимает апикальное положение, но при этом он может располагаться как на верхушке главного побега, так и бокового. Он прикрепляется к стеблю посредством цветоножки. Если цветоножка сильно укорочена или отсутствует, цветок называется сидячим (подорожник, вербена, клевер). На цветоножке располагаются также два (у двудольных) и один (у однодольных) маленьких предлиста — прицветника, которые часто могут отсутствовать. Верхняя расширенная часть цветоножки называется цветоложем, на котором располагаются все органы цветка. Цветоложе может иметь различные размеры и форму — плоскую (пион), выпуклую (земляника, малина), вогнутую (миндаль), удлинённую (магнолия). У некоторых растений в результате срастания цветоложа, нижних частей покрова и андроцея образуется особая структура — гипантий. Форма гипантия может быть разнообразной и иногда участвовать в образовании плода (цинарродий — плод шиповника, яблоко). Гипантий характерен для представителей семейств розовых, крыжовниковых, камнеломковых, бобовых.
Части цветка делят на фертильные, или репродуктивные (тычинки, пестик или пестики), и стерильные (околоцветник).

### Околоцветник

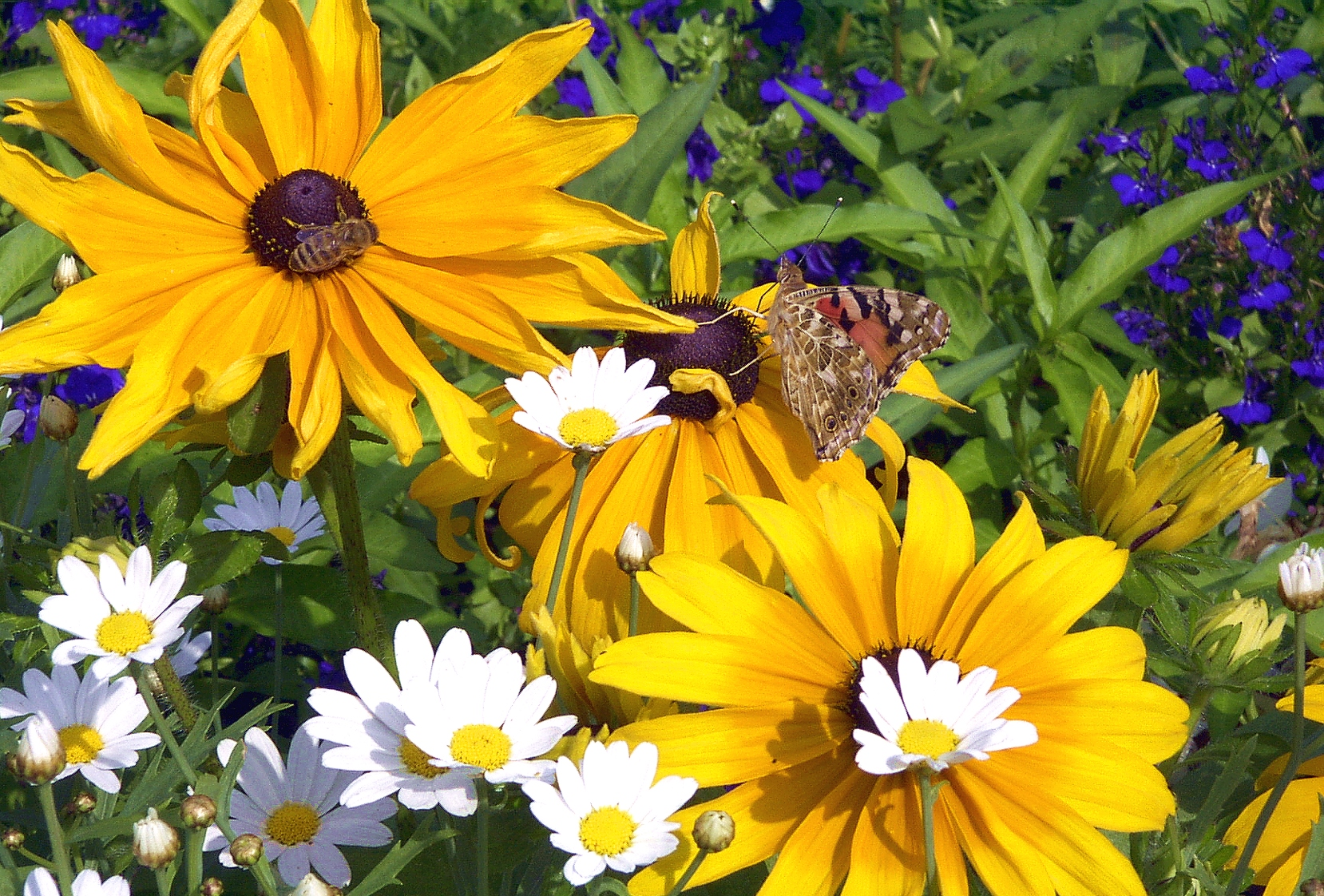
Соцветие рудбекии блестящей

Околоцветник — стерильная часть цветка, защищающая более нежные тычинки и пестики. Элементы околоцветника называются листочками околоцветника, или сегментами околоцветника. У простого околоцветника все листочки одинаковы; у двойного — дифференцированы. Зелёные листочки двойного околоцветника образуют чашечку и называются чашелистиками, окрашенные листочки двойного околоцветника образуют венчик и называются лепестками. У подавляющего большинства растений околоцветник двойной (вишня, колокольчик, гвоздика). Простой околоцветник может быть чашечковидным (щавель, свёкла) либо (что бывает чаще) венчиковидным (гусиный лук). У небольшого числа видов цветок вообще лишён околоцветника и поэтому называется беспокровным, или голым (белокрыльник, ива).

Цветок одного из лютиковых — живокости, с пятью голубыми чашелистиками и белым глазком, образованным лепестками-нектарниками и лепестками-стаминодиями

Чашечка состоит из чашелистиков и образует наружный круг околоцветника. Основной функцией чашелистиков является защита развивающихся частей цветка до его распускания. Иногда венчик полностью отсутствует, или сильно редуцирован, а чашелистики принимают лепестковидную форму и ярко окрашены (например, у некоторых лютиковых). Чашелистики могут быть обособлены друг от друга или срастаться между собой.
Венчик (лат. corolla) образован различным количеством лепестков и образует следующий за чашечкой круг в цветке. Происхождение лепестков может быть связано с вегетативными листьями, но у большинства видов они представляют собой утолщённые и разросшиеся стерильные тычинки. Вблизи основания лепестков иногда образуются дополнительные структуры, которые в совокупности называют привенчиком. Как и чашелистики, лепестки венчика могут срастаться с собой краями (сростнолепестный венчик) или оставаться свободными (свободнолепестный, или раздельнолепестный венчик). Особый специализированный тип венчика — венчик мотылькового типа — наблюдается у растений из подсемейства Мотыльковые семейства Бобовые.

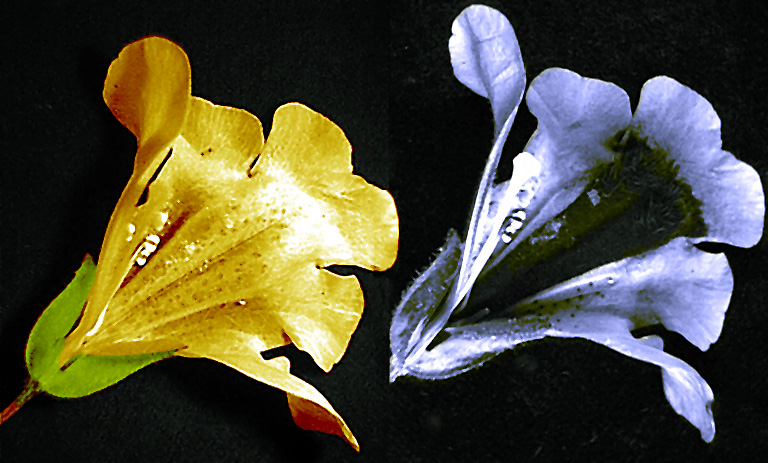
Цветок губастика в видимом свете (слева) и в ультрафиолете (справа), тёмная область на правом снимке — указатель нектара

Венчик, как правило, — самая заметная часть цветка, отличается от чашечки более крупными размерами, разнообразием окраски и формы. Обычно именно венчик создаёт облик цветка. Окраску лепестков венчика определяют различные пигменты: антоцианы (розовая, красная, синяя, фиолетовая), каротиноиды (жёлтая, оранжевая, красная), антохлор (лимонно-жёлтая), антофеин (коричневая). Белая окраска связана с отсутствием каких-либо пигментов и отражением световых лучей. Чёрного пигмента тоже не бывает, а очень тёмная окраска цветов представляет собой очень сгущённые тёмно-фиолетовые и тёмно-красные цвета. Венчики некоторых растений в ультрафиолетовом свете выглядят иначе, чем в видимом — имеют различные узоры, пятна, линии. Всё это могут видеть пчёлы, для которых различно окрашенные в ультрафиолете участки служат указателями нектара (англ. Nectar guide):63.
Аромат цветков создают летучие вещества, главным образом эфирные масла, которые образуются в клетках эпидермы лепестков и листков околоцветника, а у некоторых растений — в осмофорах (особых различной формы желёзках, имеющих секреторную ткань), могут образовываться также и в специальных желёзистых трихомах (волосках). Выделяющиеся эфирные масла обычно сразу испаряются.
Роль венчика заключается в привлечении насекомых-опылителей. Кроме того, венчик, отражая часть спектра солнечных лучей, днём предохраняет тычинки и пестики от перегрева, а закрываясь на ночь, создают камеру, препятствующую их охлаждению или повреждению холодной росой.

### Репродуктивные части цветка

#### Тычинки (андроцей)
Тычинка — мужской репродуктивный орган цветка покрытосеменных растений. Совокупность тычинок называется андроцеем (от др.-греч. ἀνήρ, родительный падеж ἀνδρός — «мужчина» и οἰκία — «жилище»).
Большинство ботаников считают, что тычинки являются видоизменёнными микроспорофиллами неких вымерших голосеменных растений.
Количество тычинок в одном цветке у разных покрытосеменных широко варьируется от одной (орхидные) до нескольких сотен (мимозовые). Как правило, число тычинок постоянно для определённого вида. Нередко расположенные в одном цветке тычинки имеют разное строение (по форме или длине тычиночных нитей).
Тычинки могут быть свободными или сросшимися. По числу групп сросшихся тычинок различают разные типы андроцея: однобратственный, если тычинки срастаются в одну группу (люпин, камелия); двубратственный, если тычинки срастаются в две группы; многобратственный, если многочисленные тычинки срастаются в несколько групп; братственный — тычинки остаются несросшимися.
Тычинка состоит из тычиночной нити, посредством которой она нижним концом прикреплена к цветоложу, и пыльника на её верхнем конце. Пыльник имеет две половинки (теки), соединённые связником, являющимся продолжением тычиночной нити. Каждая половинка разделена на два гнезда — два микроспорангия. Гнёзда пыльников иногда называют пыльцевыми мешками. Снаружи пыльник покрыт эпидермой с кутикулой и устьицами, затем располагается слой эндотеция, за счёт которого при подсыхании пыльника вскрываются гнёзда. Глубже в молодом пыльнике проходит средний слой. Содержимое клеток самого внутреннего слоя — тапетума — служит питанием для развивающихся материнских клеток микроспор (микроспороцитов). В зрелом пыльнике перегородки между гнёздами чаще всего отсутствуют, исчезает тапетум и средний слой.
В пыльнике происходит два важнейших процесса: микроспорогенез и микрогаметогенез. У некоторых растений (лён, аистник) часть тычинок становится стерильной. Такие бесплодные тычинки называются стаминодиями. Часто тычинки функционируют как нектарники (черника, голубика, гвоздичные).
В цветках некоторых растений имеется особая структура, называемая цветочной трубкой, которая образуется в результате срастания оснований чашелистиков, лепестков и тычинок. Цветочная трубка обычно прирастает к нижней завязи и участвует в формировании плода — так происходит, к примеру, у представителей семейства Розовые (Rosaceae).

#### Плодолистики (гинецей)
Внутреннюю часть цветка занимают плодолистики, или карпеллы. Совокупность плодолистиков одного цветка, образующих один или несколько пестиков называют гинецеем. Пестик — наиболее существенная часть цветка, из которой формируется плод.
Полагают, что плодолистики — это структуры, у которых прослеживается листовая природа происхождения. Однако функционально и морфологически они соответствуют не вегетативным листьям, а листьям, несущим мегаспорангии, то есть мегаспорофиллам. Большинство морфологов считают, что в ходе эволюции из плоских и открытых возникли вдоль сложенные (кондупликатно) плодолистики, которые затем срослись краями и образовали пестик. Пестик занимает центральную часть цветка. Он состоит из завязи, более или менее длинного столбика и пушистого рыльца. Пыльца, несущая мужские половые клетки, при опылении попадает на рыльце.

### Разделение полов
Цветок, в котором имеются пестики, а тычинки либо недоразвиты, либо отсутствуют, называется женским, или пестичным. Аналогично, цветок, в котором имеются нормально развитые тычинки, а пестик либо недоразвит, либо отсутствует, называет мужским, или тычиночным. Цветок, в котором имеются нормально развитые пестики и тычинки, называется обоеполым (также гермафродитным, двуполым, двуполовым).
Различают однодомные, двудомные и многодомные растения — в зависимости от того, на одном или разных растениях одного вида могут находиться мужские, женские и обоеполые цветки.

## Развитие цветка
Органы, составляющие зрелый цветок, располагаются кругами: снаружи круг из чашелистиков, затем из лепестков, тычинок и в центре — из плодолистиков, образующих пестики. Считается, что они являются видоизменёнными листьями или выростами стебля. Эту идею впервые высказал И. В. Гёте в XVIII веке, назвав цветы «изменёнными листьями». Подобная точка зрения подтверждается результатами исследований гомеозисных мутаций. Изучение гомеозиса привело к формулировке ABC-модели развития цветка.

## Цикличность цветка
У большинства растений части цветка образуют хорошо заметные мутовки или круги (циклы). Наиболее распространены пяти- и четырёхкруговые, то есть пента- и тетрациклические цветки. Число частей цветка на каждом круге может быть различным. Чаще всего цветки бывают пентациклическими: два круга околоцветника (чашечка и венчик), два круга тычинок (андроцей) и один круг из плодолистиков (гинецей). Такое расположение цветков характерно для лилейных, амариллисовых, гвоздичных, гераниевых. У тетрациклических цветков обычно развивается два круга околоцветника: один круг андроцея и один круг гинецея (ирисовые, орхидные, крушинные, бересклетовые, норичниковые, губоцветные и др.).
Иногда наблюдается уменьшение числа кругов и членов в них (беспокровные, однополые цветки) или увеличение (особенно у садовых форм). Цветок с увеличенным числом кругов называют махровым. Махровость обычно связана либо с расщеплением лепестков в процессе онтогенеза цветка, либо с превращением в лепестки части тычинок.
В строении цветков проявляются определённые закономерности, в частности правило кратных отношений. Его сущность состоит в том, что в разных кругах цветка имеется одинаковое или кратное количество членов. У большинства однодольных растений наиболее часто встречаются трёхчленные, у двудольных — пятичленные, реже дву- или четырёхчленные (капустные, маковые) цветки. Отступление от этого правила часто наблюдается в круге гинецея, число его членов бывает меньше, чем в остальных кругах.
У большинства покрытосеменных все части цветка расположены на цветоложе в виде концентрических кругов (цветок круговой, циклический). В других случаях (магнолия, купальница, ветреница) они расположены по спирали (цветок спиральный, ациклический). Иногда одни части цветка расположены в кругах, другие по спирали (цветок полукруговой, гемициклический или спироциклический). В последних околоцветник имеет циклическое, а тычинки и пестик — спиральное расположение (лютик), или чашечка — спиральное, а остальные части цветка — циклическое (шиповник). Обычно считают, что эволюционно ациклические цветки архаичнее циклических, то есть они образовались в процессе эволюции раньше последних.
В цветке спирали выражаются теми же формулами, что и листорасположение. Иногда они весьма сложны, особенно среди тычинок. В циклических цветках большей частью отчётливо видно, что члены какого-либо круга чередуются с членами соседних кругов, а не противостоят им. Отсюда выводят правило чередования кругов. Если тычинки расположены в два круга, то наружный круг бывает обычно противочашечным, а члены внутреннего круга противостоят лепесткам. Отступление от этого правила иногда возникает в результате редукции одного из кругов, то есть при переходе от пентациклического к тетрациклическому цветку, сохраняется либо наружный (крушиновые), либо внутренний круг (бересклетовые).

## Симметрия цветка
Одна из характерных черт строения цветка — его симметрия. По особенностям симметрии цветки делятся на актиноморфные, или правильные, через которые можно провести несколько плоскостей симметрии, каждая из которых делит его на две равные части (зонтичные, капустные), — и зигоморфные, или неправильные, через которые можно провести только одну вертикальную плоскость симметрии (бобовые, злаковые).
Если через цветок нельзя провести ни одной плоскости симметрии, его называют несимметричным, или асимметричным (валериана лекарственная, канновые).
По аналогии с актиноморфностью, зигоморфностью и асимметричностью цветка в целом говорят и об актиноморфности, зигоморфности и асимметричности венчика.
Для краткого и условного обозначения строения цветков применяют формулы, в которых при помощи буквенных и цифровых обозначений кодируют различные морфологические признаки: пол и симметрию цветка, число кругов в цветке, а также число членов в каждом круге, срастание частей цветка и положение пестиков (верхняя или нижняя завязь).

Диаграмма цветка. 1 — ось соцветия, 2 — прицветник, 3 — чашелистик, 4 — лепесток, 5 — тычинка, 6 — гинецей, 7 — кроющий лист

Наиболее полное представление о строении цветка дают диаграммы, которые представляют схематическую проекцию цветка на плоскость, перпендикулярную оси цветка и проходящую через кроющий лист и ось соцветия или побега, на котором расположен цветок.

## В культуре
Существует отрасль садоводства, цветоводство, занимающаяся выращиванием цветов и декоративных растений для их высадки и для украшения помещений; в Японии развито традиционное искусство аранжировки, икебана — создание композиций из срезанных цветов, побегов в специальных сосудах и размещение их в интерьере.
Цветы могут использоваться как форма жертвоприношения — например, в яджне.
Известный китайский писатель Го Мо-жо написал 101 стихотворение, посвящённое 101 виду цветов и включённое в сборник «Пусть расцветают сто цветов» (кит. упр. 百花齐放), изданный в КНР в 1959 году.